# Arnim Zola
Arnim Zola is een fictieve superschurk uit de strips van Marvel Comics. Hij kwam voor het eerst voor in Captain America #208 (april 1977) en werd bedacht door Jack Kirby. Arnim Zola is een Zwitserse wetenschapper die voor de terroristische organisatie HYDRA werkte tijdens de Tweede Wereldoorlog. Hij leeft in de moderne tijd omdat Zola zijn geest over heeft zien te brengen in het lichaam van een robot.
De Nederlandse stem van Arnim Zola wordt ingesproken door Fred Meijer.

## In andere media

### Marvel Cinematic Universe
Sinds 2012 verschijnt Arnim Zola in het Marvel Cinematic Universe waarin hij wordt vertolkt door Toby Jones. In het Marvel Cinematic Universe werkte Arnim Zola voor HYDRA en in het bijzonder Red Skull tijdens de Tweede Wereldoorlog. Na de dood van zijn lichaam in 1972 verplaatste hij zijn geest en gedachten in een computer. Later werd de computer waar zijn geest in zat vernietigd door zichzelf in een grote explosie omdat hij dacht dat hij de superhelden Captain America en Black Widow hier in mee zou kunnen nemen. Arnim Zola komt voor in de volgende films en serie:
- Captain America: The First Avenger (2012)
- Captain America: The Winter Soldier (2014)
- Agent Carter (2015)
- What If...? (2021) (stem) (Disney+)

### Televisieseries
Arnim Zola verschijnt in de volgende televisieseries:
- The Avengers: Earth's Mightiest Heroes
- Ultimate Spider-Man
- Avengers Assemble
- Spider-Man

### Computerspellen
Arnim Zola verschijnt ook in de volgende computerspellen:
- Captain America: Super Soldier
- LEGO Marvel Super Heroes
- LEGO Marvel Avengers
- Marvel Avengers Academy